# Melchor Miralles
Melchor Miralles Sangro (Madrid, 17 de octubre de 1958) es un periodista español.

## Biografía
Hijo de Jaime Miralles, destacado abogado monárquico; y Julia Sangro. Sus primeros pasos en el mundo del periodismo se producen en el Diario 16, en el que ingresa en 1978, trabajando primero en las secciones de deportes y local y más tarde como redactor jefe del equipo de investigación.
Su campo de acción ha sido siempre el periodismo de investigación y el reporterismo, siendo su labor periodística fundamental, en el desencadenamiento de hechos que llevó al desmantelamiento de los GAL. En 1989 acompañó a Pedro J. Ramírez en el proyecto de fundar un nuevo periódico de tirada nacional, El Mundo, del que fue nombrado adjunto al director. Cinco años más tarde ocuparía el cargo de director de la edición que el periódico publica para el País Vasco, hasta 1997.
Su trayectoria como productor televisivo se inicia en 1997, y entre los proyectos que ha respaldado figuran los programas de periodismo de investigación Al descubierto (2001), de Antena 3 y A corazón abierto (2003), de Telecinco, el espacio pedagógico El planeta de los niños (2002) en TVE y la serie Padre Coraje (2002), protagonizada por Juan Diego.
En cine ha producido El Lobo (2004) y GAL (2006), ambas dirigidas por Miguel Courtois y coproducidas por José María Morales. 
En los últimos años viene asistiendo como comentarista político al programa de Telecinco La mirada crítica, La mañana, con Luis Herrero, 59 segundos, en TVE, Madrid opina en Telemadrid, Los desayunos de TVE de TVE y 360º en Antena 3.
Entre 1997 y junio del 2010 fue director general de la cadena El Mundo TV, reconvertida en VEO 7. En marzo de 2007 fue designado delegado de la junta directiva del Real Madrid de baloncesto. En 2008 produce un nuevo telefilm para Antena 3, basado en un hecho real, el secuestro y asesinato de Miguel Ángel Blanco, el telefilm se titula 48 horas: Miguel Ángel Blanco. El marzo y abril de 2010 dirigió un programa sobre la red social Twitter, llamado Twision.
Entre mayo y diciembre de 2011 presentó el programa de televisión de debate político Con voz y voto, en Telemadrid.
Desde 2011 conduce el programa Cada mañana sale el sol en ABC Punto Radio, sustituyendo el espacio que antes llevaba el también periodista, Félix Madero.
Durante su carrera como productor cinematográfico ha intervenido en numerosas películas sobre temas muy relevantes para la sociedad española. Destacan las producciones cinematográficas que ha realizado: tres películas sobre ETA El Lobo, GAL, 48 Horas, La mirada violeta y La máquina de pintar nubes, entre otras.
En enero de 2013 se anunció su participación en el programa diario El gato al agua, en Intereconomía Televisión. En septiembre de ese mismo año, se le nombró director del canal, puesto que abandonó en febrero de 2014.
En mayo de 2023, la plataforma de streaming Netflix estrenó la miniserie documental En el nombre de ellas: El caso Kote Cabezudo, producida por Melchor Miralles, sobre el caso del fotógrafo Kote Cabezudo, violador serial con numerosos vínculos con la clase política, condenado por la justicia.

## Controversias
Miralles mantuvo una agria polémica con la web Periodista Digital tras informar esta que aquel había cobrado «más de un millón de euros» por su salida de Veo7 y por desvelar que las dos licenciaturas que decía tener en su currículum eran inexistentes. La discusión terminó en una sentencia de la Audiencia Provincial de Madrid que declaró que la información de la web Periodista Digital era «impecable periodísticamente» y desestimó la reclamación de Miralles.
En junio de 2016, el Comité de Empresa de Telemadrid informó en la Asamblea de Madrid del cobro de un total de 2 841 000 euros en poco más de dos años por «documentales dirigidos a crear opinión política, sosteniendo diferentes teorías conspirativas en contra del Gobierno y defendiendo la versión oficial del Gobierno regional de Esperanza Aguirre», a través de «programas de bajísima audiencia, mientras Telemadrid se hundía en los ingresos, lo que provocó un ERE que despidió a 861 trabajadores».